# Martin Nadaud (métro de Paris)
Pour les articles homonymes, voir Nadaud.
Martin Nadaud est une ancienne station de métro située dans le 20e arrondissement de Paris.  
Située sur la ligne 3, elle est fermée le 23 août 1969 lors de la réorganisation de la station Gambetta, qui l’absorbe.

## Histoire

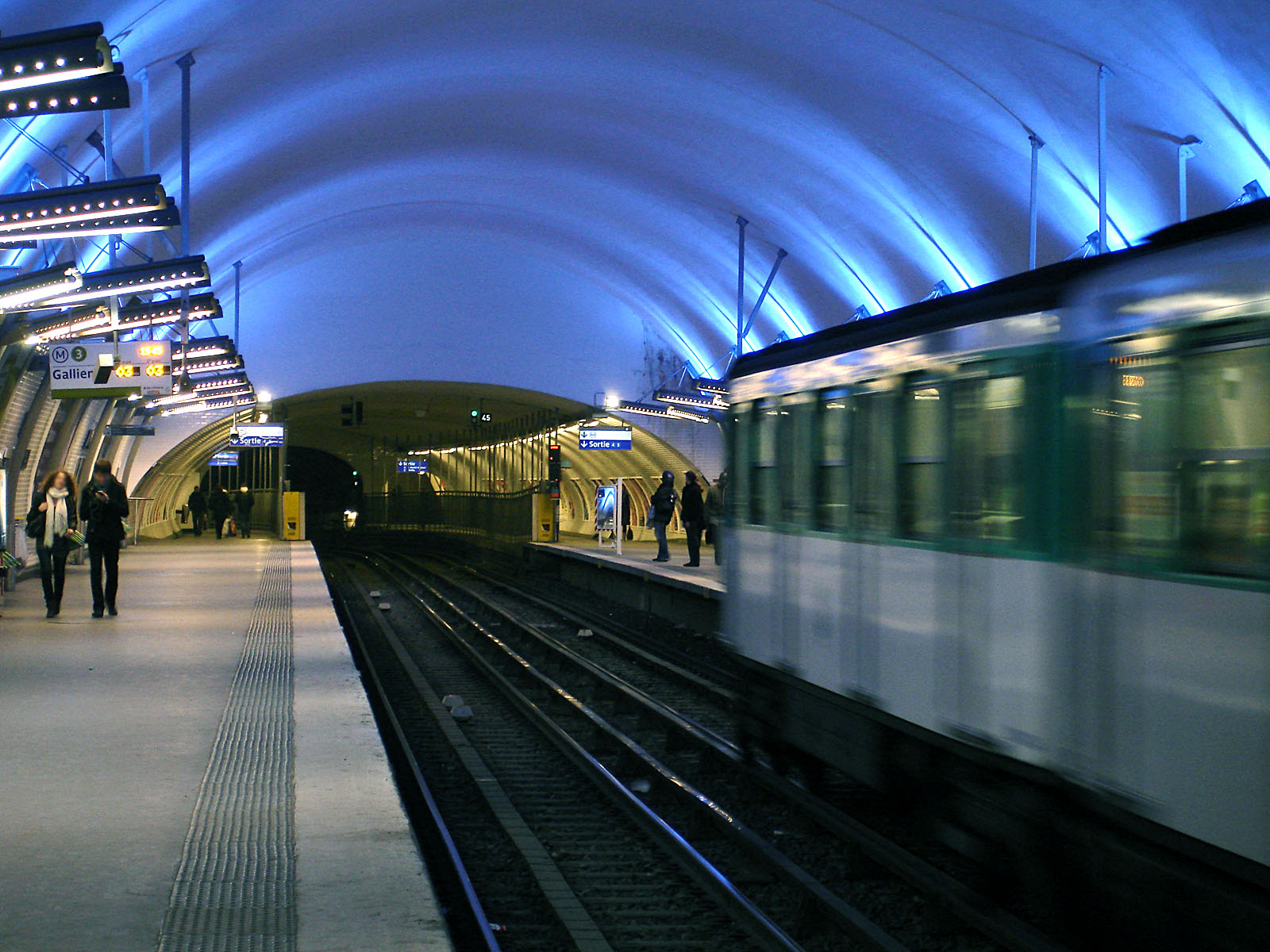
L'ancienne station Martin Nadaud, visible au fond avec sa voûte plus basse, est aujourd'hui intégrée à la station Gambetta, dont elle constitue l'accès occidental.

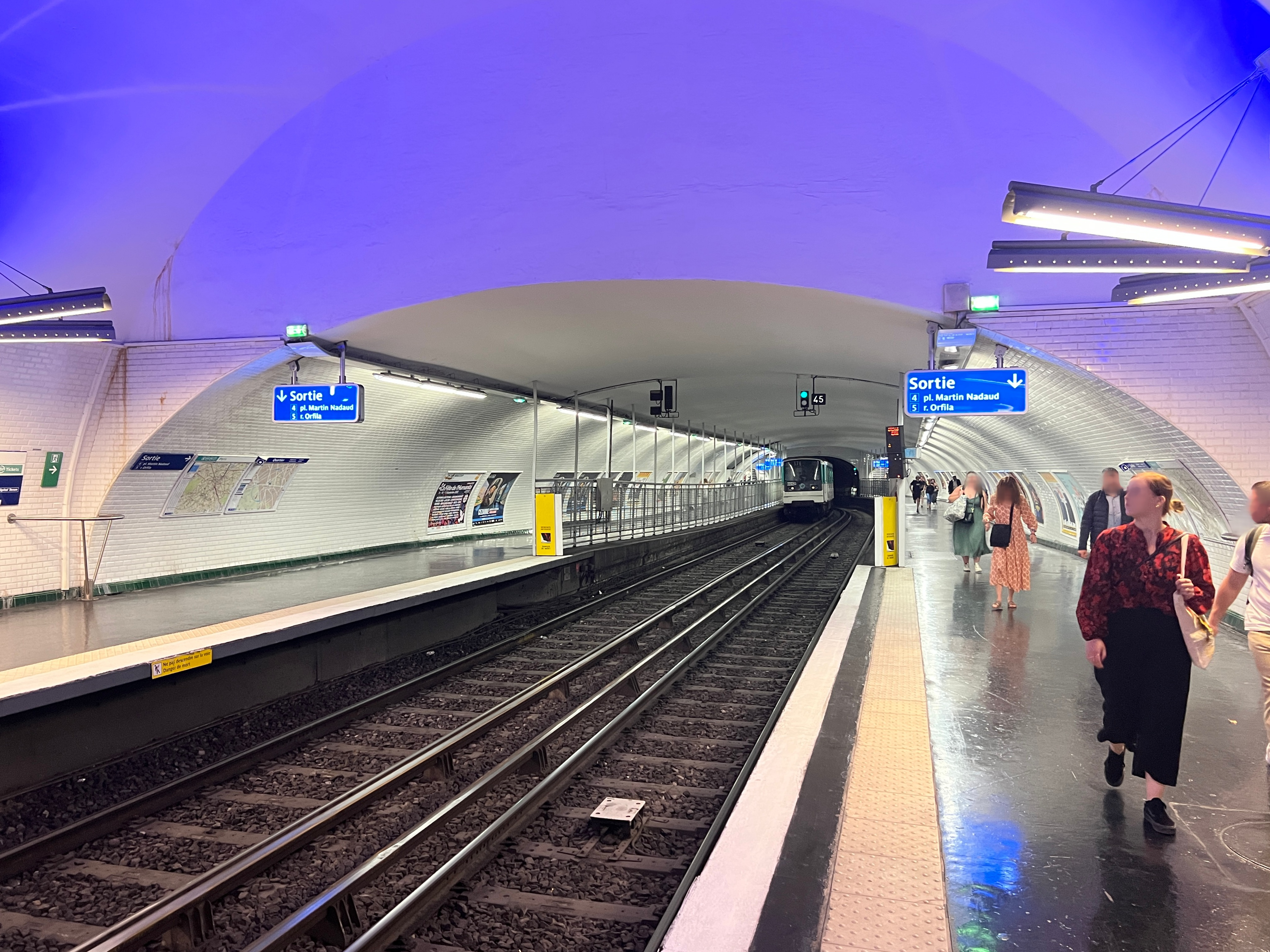
Vue de l'ancienne station.

Martin Nadaud ouvre le 25 janvier 1905 avec l'extension de la ligne 3 de Père Lachaise à Gambetta. La station, dotée d'une disposition classique à deux quais encadrant deux voies, ne connaît ensuite aucune modification majeure. Sa voûte est recouverte d'un carrossage métallique dans les années 1950.
Elle porte le nom de Martin Nadaud, homme politique français du XIXe siècle ancien maçon de la Creuse, promoteur d'une loi sur les retraites.
Dans le courant des années 1960, il apparaît que le secteur de la porte de Bagnolet est insuffisamment desservi par les transports en commun malgré une forte demande. Afin d'y répondre, il est décidé de créer un embranchement de la ligne 3 vers Bagnolet à partir de la station Gambetta. À l'époque, la ligne se dirige vers le nord et suit l'avenue Gambetta pour effectuer son terminus à Porte des Lilas. Or les études démontrent que le flux de voyageurs sur l'extension de Bagnolet sera bien plus important que sur le tronçon historique, si bien qu'une exploitation en fourche n'est pas retenue. Le terminus de Porte des Lilas doit par conséquent céder sa place au profit du nouveau terminus de Gallieni, tandis qu'une navette, la ligne 3 bis, doit être créée sur l'ancien itinéraire de Gambetta à Porte des Lilas.
À cette occasion, la station Gambetta est profondément remodelée en réutilisant la station d'origine comme terminus de la ligne 3 bis et en créant de nouveaux quais pour la ligne 3. La station Martin Nadaud, éloignée de seulement 232 mètres de l'ancienne station, est absorbée par la nouvelle station, l'extrémité de ses quais devenant un couloir d'accès. Ses accès et sa salle des billets sont devenus aujourd'hui une entrée de la station Gambetta. Cette entrée se situe place Martin-Nadaud.
La nouvelle station Gambetta est mise en service dès le 23 août 1969, entraînant la disparition de Martin Nadaud des plans du métro. La ligne 3 bis est créée le 27 mars 1971 et le prolongement à Bagnolet est ouvert au public le 2 avril 1971.

## Accès à la station
L’habillage de l’accès à la station, créé par Hector Guimard, est inscrit aux monuments historiques depuis le 29 mai 1978.